# Pingue

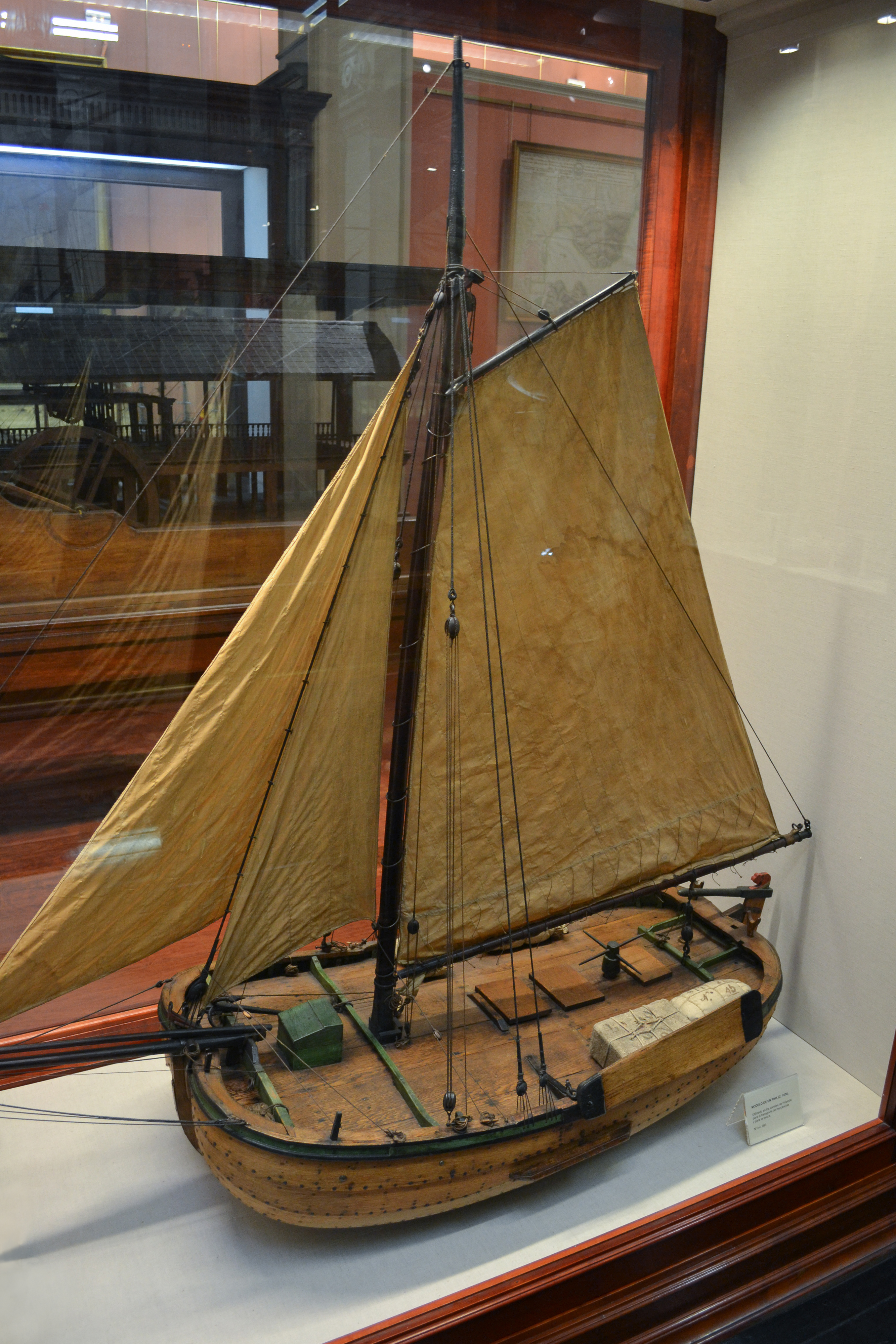
Modelo de un pingue (c. 1870). Museo Naval de Madrid.

Se llama pingue a una embarcación latina muy usada en el Mediterráneo, particularmente en las costas de Italia. Era una embarcación de carga, con una bodega ensanchada para que cupieran más géneros.
Su aparejo es parecido al jabeque, del que se diferencia en ser más alterosa, más llena de proa y de mayor calado, en no gastar aletas y tener muy estrecha la popa. Usa de vela y remo, y tiene al extremo de popa un palito de mesaría, además de los dos principales en que van las entenas.